# Odontopodisma acuminata
Odontopodisma acuminata är en insektsart som beskrevs av Kis 1962. Odontopodisma acuminata ingår i släktet Odontopodisma och familjen gräshoppor. Inga underarter finns listade i Catalogue of Life.